# ФК Адмира Вакер Мьодлинг
ФК Адмира Вакер Мьодлинг е австрийски професионален футболен отбор от град Мьодлинг. Клубът е основан през 1905 година и играе домакинските си мачове на стадион Тренквалдер Арена, който разполага с капацитет от 12 000 места, всички от които седящи. Отборът е 9 пъти шампион на Австрия и 6 пъти носител на националната купа.

## Успехи
- Австрийска Бундеслига
  - Адмира (Виена):  Шампион (8): 1927, 1928, 1932, 1934, 1936, 1937, 1939, 1966
  - Вакер (Виена):  Шампион (1): 1947
- Купа на Австрия
  - Адмира (Виена):  Носител (5): 1928, 1932, 1934, 1964, 1966
  - Вакер (Виена):  Носител (1): 1947
- Суперкупа на Австрия
  - Адмира/Вакер (Виена):  Носител (1): 1989
- Германия:
  -  Вицешампион (1): 1939 (Адмира (Виена))
- Международни:
  - Купа Митропа:
    - Адмира (Виена):  Финалист (1): 1934
    - Вакер (Виена):  Финалист (1): 1951

## Български футболисти
- Ивайло Иларионов: 1996/97  – (29 мача - 3 голу) – Бундеслига
- Владимир Николов: 2021/23 – (11 мача - 0 гол) – 2 Бундеслига